# Oda Jaune
 (juillet 2024).
Pour les articles homonymes, voir Jaune (homonymie).
 (juin 2024).
La mise en forme du texte ne suit pas les recommandations de Wikipédia : il faut le « wikifier ».
Les points d'amélioration suivants sont les cas les plus fréquents. Le détail des points à revoir est peut-être précisé sur la page de discussion.
- Les titres sont pré-formatés par le logiciel. Ils ne sont ni en capitales, ni en gras.
- Le texte ne doit pas être écrit en capitales (les noms de famille non plus), ni en gras, ni en italique, ni en « petit »…
- Le gras n'est utilisé que pour surligner le titre de l'article dans l'introduction, une seule fois.
- L'italique est rarement utilisé : mots en langue étrangère, titres d'œuvres, noms de bateaux, etc.
- Les citations ne sont pas en italique mais en corps de texte normal. Elles sont entourées par des guillemets français : « et ».
- Les listes à puces sont à éviter, des paragraphes rédigés étant largement préférés. Les tableaux sont à réserver à la présentation de données structurées (résultats, etc.).
- Les appels de note de bas de page (petits chiffres en exposant, introduits par l'outil «  Source ») sont à placer entre la fin de phrase et le point final[comme ça].
- Les liens internes (vers d'autres articles de Wikipédia) sont à choisir avec parcimonie. Créez des liens vers des articles approfondissant le sujet. Les termes génériques sans rapport avec le sujet sont à éviter, ainsi que les répétitions de liens vers un même terme.
- Les liens externes sont à placer uniquement dans une section « Liens externes », à la fin de l'article. Ces liens sont à choisir avec parcimonie suivant les règles définies. Si un lien sert de source à l'article, son insertion dans le texte est à faire par les notes de bas de page.
- La présentation des références doit suivre les conventions bibliographiques. Il est recommandé d'utiliser les modèles {{Ouvrage}}, {{Chapitre}}, {{Article}}, {{Lien web}} et/ou {{Bibliographie}}. Le mode d'édition visuel peut mettre en forme automatiquement les références.
- Insérer une infobox (cadre d'informations à droite) n'est pas obligatoire pour parachever la mise en page.

Pour une aide détaillée, merci de consulter Aide:Wikification.
Si vous pensez que ces points ont été résolus, vous pouvez retirer ce bandeau et améliorer la mise en forme d'un autre article.
Mikhaela Danovska (en bulgare : Михаела Дановска), plus connue sous son pseudonyme Oda Jaune, est une peintre d'origine bulgare née le 13 novembre 1979 à Sofia.

## Biographie
Mikhaela Danovska est née le 13 novembre 1979 à Sofia d'un père lui aussi peintre. De 1998 à 2003, elle étudie la peinture à l'Académie des beaux-arts de Düsseldorf avec sa grande sœur.
En 2000, elle se marie au peintre et sculpteur allemand Jörg Immendorff, à l'époque son professeur à l'Académie des beaux-arts de Düsseldorf. Leur fille Ida Immendorff naît en 2001, et suit elle aussi une carrière d'artiste. 
Le pseudonyme sous lequel Mikhaela Danovska est connue, Oda Jaune, a été inventé par son mari, en associant oda, qui signifie « richesse » en vieil allemand, et le jaune, couleur préférée de Jörg Immendorff. 
Les tableaux d'Oda Jaune créent un univers surréaliste, entre réalité et fiction, explorant la notion de corps et d'existence. Elle est connue pour ses compositions complexes aux personnages et animaux hybrides, où les corps et les organes s'entremêlent. Depuis 2017, elle se consacre également à la sculpture, créant des installations où céramiques, bronze et plâtres côtoient ses peintures et ses aquarelles.  
Son mari meurt en 2007 et elle déménage à Paris l'année suivante. A son arrivée, elle visite la galerie Templon et se présente au propriétaire, qui lui propose d'exposer trois mois plus tard. L'exposition a lieu en février 2009 et est intitulée May you see rainbows. Toutes les œuvres exposées sont vendues dès le premier jour. 
Après plusieurs années passées en France, Oda Jaune vit et travaille désormais entre Londres,, et Paris. 
En 2016 est sorti un film documentaire retraçant sa vie, Wer ist Oda Jaune?, réalisé par Kamilla Pfeffer. 

## Expositions
Expositions individuelles
- "Kunschtal Koblenz", à Coblence (2004)
- Galerie "David di Maggio", à Berlin (2006)
- Fondation "Mudima", à Milan (2007)
- Galerie "Daniel Templon", à Paris (2009)
- Galerie "Daniel Templon", à Paris (2010)
- Musée "Félicien Rops", à Namur (2011)
- Galerie "Michael Fuchs", à Berlin (2013)
- Galerie "Daniel Templon, à Paris (2015)
- Galerie "Daniel Templon", à Paris (2016)
- Galerie "Michael Fuchs", à Berlin (2017)
- Galerie "Daniel Templon", à Bruxelles (2017)
- Galerie Templon à New York (2023)
- Galerie Templon à Paris (2025)

Expositions communes
- Galerie "Otto Schweins", à Cologne (2002)
- Galerie "White Space", à Pékin (2003)
- NRW Forum, à Düsseldorf (2003)
- Musée "Baden", à Zolingen (2003)
- Мusée "Küppersmühle", à Duisburg (2007)
- Fondation "Mudima", à Milan (2007)
- 11ème Exposition internationale d'architecture, Palazzo Pesaro Papafava, à Venise (2008)
- "Maison particulière“, à Bruxelles (2011)
- Maison de la culture de la province de Namur, à Namur (2011)
- "Me Collectors Room“, à Berlin (2011)
- "La maison rouge", à Paris (2011)
- Maison de la culture de la province de Namur, à Namur (2012)
- Galerie "Progress", à Belgrade (2012)
- Fondation "Francès", à Senlis (2012)
- École Supérieure d'Art et Design, à Grenoble (2014)
- FIAC, à Paris (2015)
- Musée d'art contemporain de la Haute-Vienne, à Rochechouart (2015)
- "Maison particulière“, à Bruxelles (2016)
- Musée d'art moderne et contemporain, à Saint-Etienne (2016)
- Mu.ZEE, à Ostende (2017)
- Château de Gaasbeek, à Gaasbeek (2017)
- Мusée des beaux-arts, à Dole (2017)
- MO.CO Montpellier Contemporain, exposition "Immortelle" (2023)

Collections publiques
- FNAC, Fonds National d'Art Contemporain, France
- La Maison Rouge, Fondation Antoine de Galbert, Paris
- Fondation Francès, Senlis
- Private House - Centre des Arts, Bruxelles
- Collection BOROS, Berlin
- "Collection d'art JP Morgan Chase & Co", New York

## Prix
- 2003 : Emprise Art Award, 2e place
- 2012 : Prix Pierre Cardin